# Burg Liw
Die Ruine der Burg Liw liegt in der gleichnamigen Ortschaft im Powiat Węgrowski der polnischen Wojewodschaft Masowien. Zum Ensemble gehört heute neben der teilweise rekonstruierten Burgruine eine ehemalige Starostei, die vorwiegend als Museum genutzt wird.

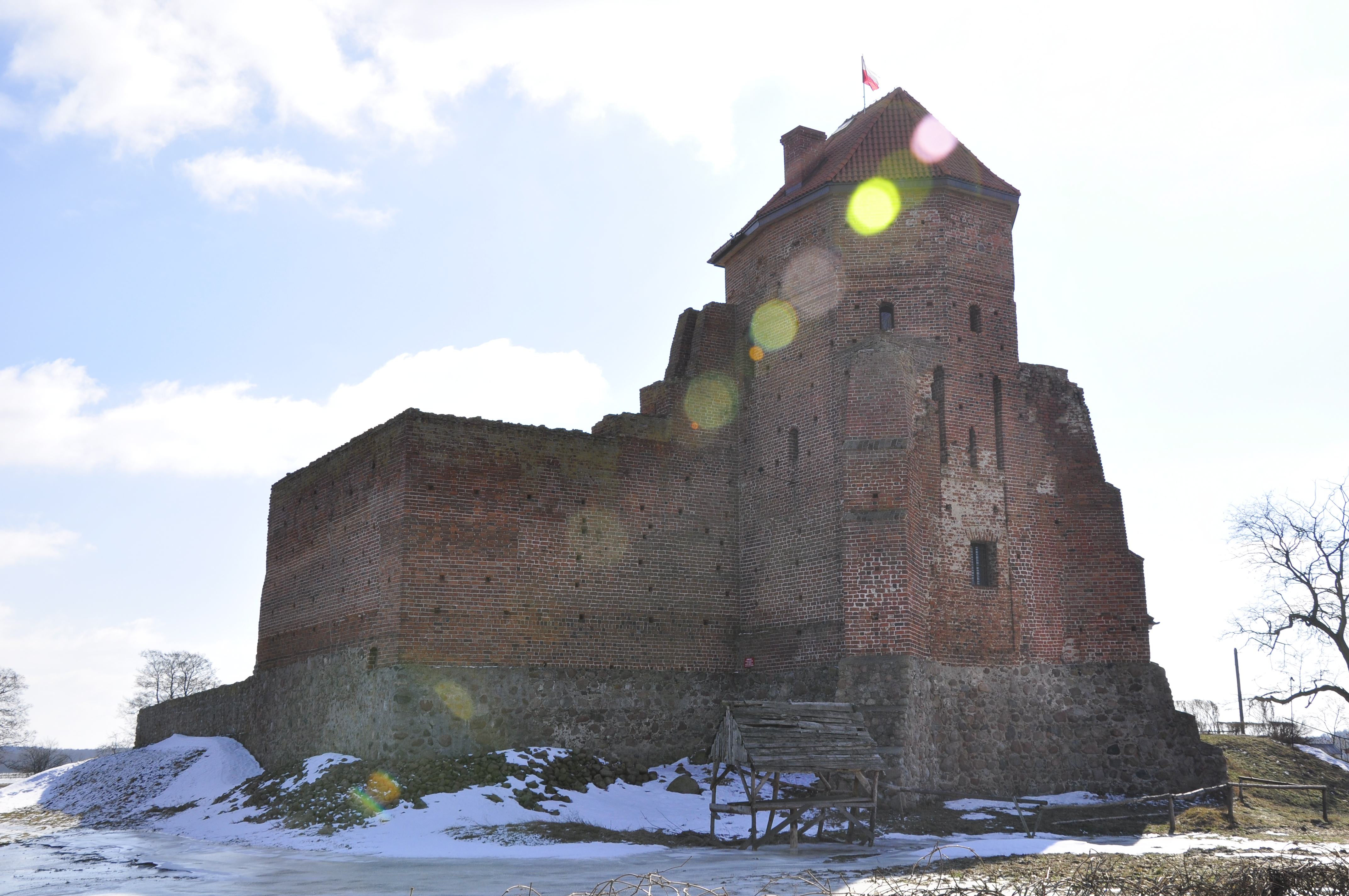
Die Burgruine Liw

## Burg
Die im gotischen Stil ab 1421 erbaute Burg liegt am Ufer der Liwiec, etwa 35 Kilometer von Siedlce entfernt. Bauherr war der masowische Fürst Janusz I. Starszy („der Ältere“, ca. 1346–1429), der die gemauerte Burg von dem Baumeister Niclos anstelle einer älteren hölzernen Befestigung auf einer künstlichen Insel inmitten des sumpfigen Uferlandes errichten ließ. Die Burg wurde auf einer Grundfläche von 80 mal 80 Metern angelegt, erhielt zwei Gebäude (eines davon als „Großes Haus“ bezeichnet) sowie etwa 6 Meter hohe Mauern. Mehrfach wurden Gebäude und Mauern erhöht. Unter der letzten masowischen Piasten-Fürstin Anna Mazowiecka (ca. 1498–1557) wurde die Burg in den Jahren 1525 bis 1536 erneut erweitert: das Torhaus wurde um ein weiteres Stockwerk, die Mauern auf eine Höhe von 12 Metern erhöht. Im Innenbereich wurden zusätzlich ein Speicher sowie ein Wohngebäude („Kleines Haus“) errichtet.
Die nächste Besitzerin, die polnische Königin Bona Sforza errichtete von 1549 bis 1570 ein Eingangstor und ließ die Mauerzinnen entfernen. In den Jahren 1657, 1700 und 1703 wurde die Burg im Rahmen des Zweiten Nordischen Krieges und weiterer schwedischer Invasionen von schwedischen Truppen besetzt und beschädigt. Danach verfiel die Anlage.
Seit 2001 wird jährlich in der teilweise rekonstruierten Burg das „Ritterturnier um den Ring der Prinzessin Anna“ ausgetragen.

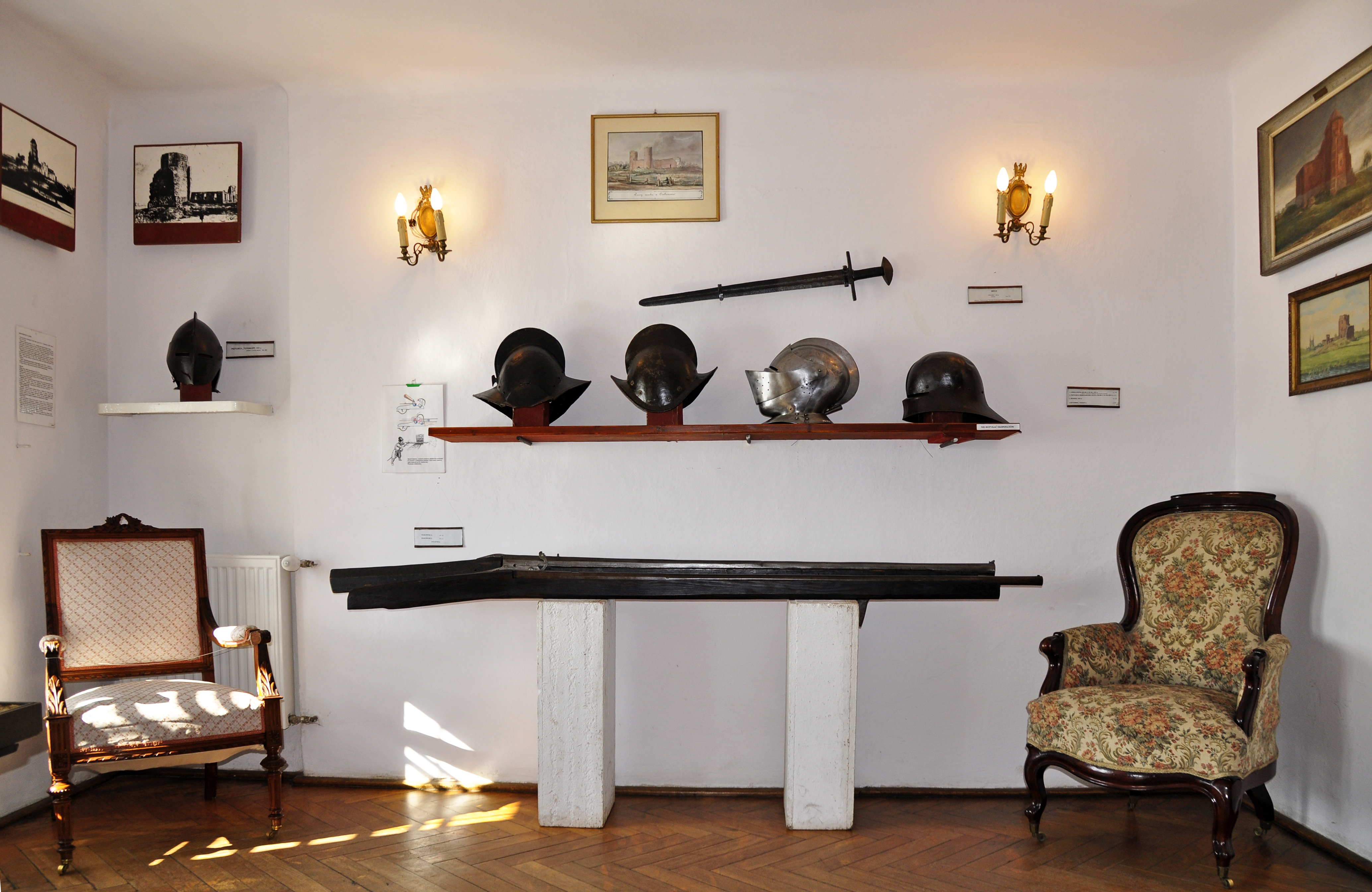
Ausstellung historischer Waffen in der Starostei

## Starostei
Gegen Ende des 18. Jahrhunderts ließ der Starost Tadeusz Grabian anstelle des vormaligen „Kleinen Hauses“ einen kleinen barocken Palast als Starostei errichten. Das Gebäude wurde im 19. Jahrhundert bei einem Brand beschädigt. Die Ruinen wurden während des Zweiten Weltkrieges von deutschen Besatzungstruppen instand gesetzt – angeblich, weil die Besetzer falscherweise glaubten, dass es sich um eine Burg des Deutschen Ritterordens handelte. Seit den 1960er Jahren befindet sich in der oberen Etage der Starostei ein Waffenmuseum („Muzeum Zbrojownia na Zamku w Liwie“), in dem Objekte aus dem 15. bis zum 20. Jahrhundert gezeigt werden.